# Kista Science City
Kista Science City är ett företag i Kista som ägs av stiftelsen Electrum. Syftet med företaget är att stärka utvecklingen av Kista som centrum för ICT (Informations- och kommunikationsteknologi).

## Översikt
Kista Science City är en plats och ett innovationskluster för ICT, där näringsliv, akademi och offentliga aktörer 1986 gick samman i en så kallad triple helix och bildade Stiftelsen Electrum. Syftet var att göra regionen till ett världsledande centrum för elektronikforskning. Under 1990-talet blev det uppenbart att spetskompetensen fanns inom radio- och telekommunikation, numera kallat ICT. Innovationsklustret är det största i Europa och det tredje största i världen.
Kista Science City har stadsdelen Kista som sin kärna men innefattar också delar av Sollentuna kommun, Järfälla kommun, Solna kommun och Sundbybergs kommun i norra Stockholm. Kista Science City har en hög koncentration av företag, studenter och forskare som är verksamma inom ICT (informations- och kommunikationsteknik). I Kista Science City ligger KTH-filialen inom ICT, samt Institutionen för Data- och Systemvetenskap vid Stockholms universitet där cirka 7000 studerar. Några av de stora företag som är etablerade i området är Microsoft, IBM och Ericsson. Sammanlagt är över 2000 ICT-företag verksamma i Kista Science City.
Ett nytt byggkomplex stod färdigt i september 2011: Victoria Tower som är 33 våningar och över 120 meter högt. Kista Torn blir Stockholms högsta bostadshus med två byggnader varav det ena blir 130 meter högt. Kista Torn är klart för inflyttning 2015.